# Émeutes de 1893 au Quartier latin
Les émeutes de 1893 au Quartier latin sont trois journées d'échauffourée qui ont opposé les étudiants à la police parisienne les 2, 3 et 4 juillet 1893. Elles furent provoquées par la mort d'un homme de 23 ans, Antoine Nuger, lors de la dispersion d'une manifestation. Le siège de la préfecture de police dans la nuit du 3 au 4 juillet fit des centaines de blessés. Le préfet Lozé démissionna le 11 juillet.

## Origine

### Le bal des Quat'z'Arts
L'origine des évènements est la deuxième édition du bal des Quat'z'Arts, organisée le 8 février 1893. Parmi les animations, un tableau vivant figurait Cléopâtre (incarnée par Sarah Brown) et ses suivantes, fort peu vêtues. René Bérenger, président de la Ligue de Défense de la Morale, dénonça ce « fait d'une gravité extrême et d'une inadmissible impudeur… » et fit poursuivre en justice les organisateurs du bal.

### Le procès
L'affaire fut jugée le 23 juin au tribunal correctionnel de la Seine. Les accusés soutinrent que les tenues n'avaient rien d'indécent et que de plus il s'agissait d'une soirée privée. Cinq personnes furent condamnées à des amendes et à de la prison avec sursis.

## Escalade

### Manifestation du1erjuillet

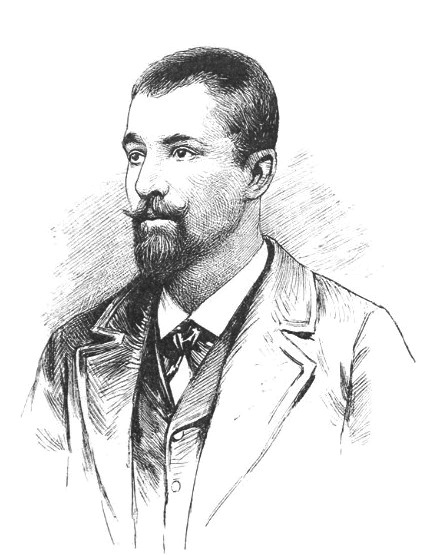
Antoine Nuger (La France illustrée, 15 juillet 1893)

À la suite du procès, une manifestation de protestation fut organisée par les étudiants le 1er juillet après-midi au Quartier latin. Alors qu'elle était déjà dispersée, les policiers prirent position en début de soirée sur le boulevard Saint-Michel, et chargèrent sans sommation les passants. Antoine Nuger, un employé de commerce qui prenait un verre au Café Harcourt, est tué dans la bagarre.

### Emeutes et barricades
Le quartier Latin fut pendant plusieurs jours le théâtre d'émeutes, avec omnibus renversés, kiosques incendiés, barricades.

### Siège de la préfecture
Dans la nuit du 3 au 4 juillet, le siège de la préfecture de police fit des centaines de blessés.